# Lamar Alexander

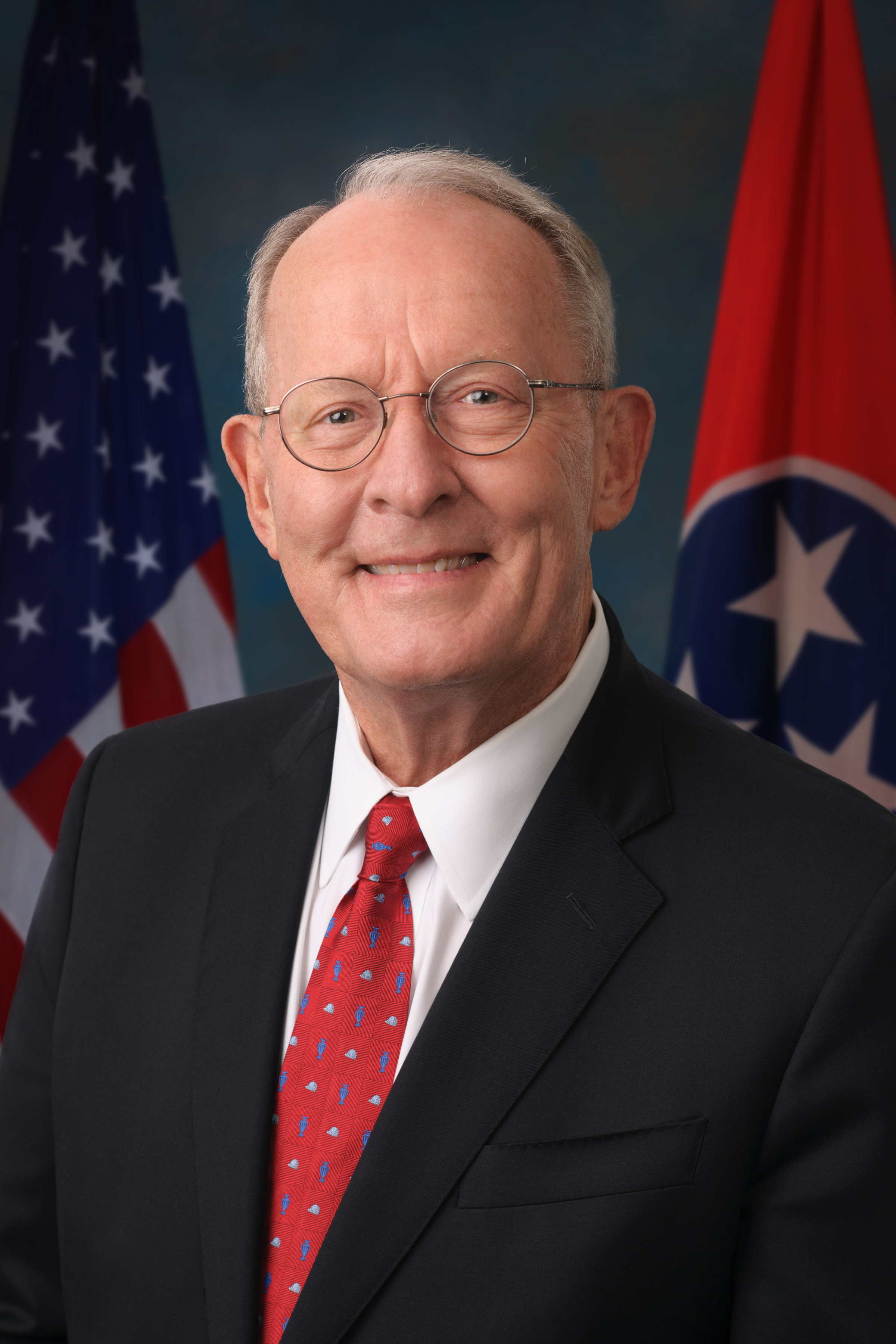
Lamar Alexander

Andrew Lamar Alexander (* 3. Juli 1940 im Blount County, Tennessee) ist ein US-amerikanischer Politiker der Republikanischen Partei. Der frühere Gouverneur von Tennessee vertrat diesen Bundesstaat von 2003 bis 2021 im US-Senat.

## Frühe Jahre und politischer Aufstieg
Lamar Alexander absolvierte 1962 die Vanderbilt University und schloss 1965 sein Jurastudium an der University of Tennessee ab. Er war Gründungsmitglied der Anwaltskanzlei Dearborn and Ewing. Ab 1967 arbeitete er zunächst für den republikanischen Senator Howard Baker sowie nach dem Amtsantritt von Präsident Richard Nixon für Bryce Harlow, den Verbindungsmann des Weißen Hauses zum Kongress. Im Jahr 1970 war Lamar Alexander Wahlkampfhelfer für Winfield Dunn, der in diesem Jahr zum ersten republikanischen Gouverneur von Tennessee seit 50 Jahren gewählt wurde. 1974 kandidierte er selbst für das Amt des Gouverneurs, unterlag aber dem Demokraten Ray Blanton. Ein Grund für seine Niederlage war wohl die Auswirkung der Watergate-Affäre auf die republikanische Wählerschaft.

## Gouverneur von Tennessee
Im Jahr 1978 gewann Alexander die Gouverneurswahl. Schwere Korruptionsvorwürfe gegen seinen Vorgänger Blanton und die fragwürdige Begnadigung von 52 Sträflingen wenige Tage vor dem Ende von Blantons Amtszeit führten zu einer vorzeitigen Amtseinführung von Alexander, um weitere unliebsame Überraschungen von Blantons Seite zu verhindern. Die um drei Tage vorgezogene Amtseinführung wurde auch von den Demokraten unterstützt. Gouverneur Alexander profitierte von einer Verfassungsänderung im Jahr 1978, die eine zweite zusammenhängende vierjährige Amtszeit des Gouverneurs erlaubte. Alexanders Amtszeit von 1979 bis 1987 fiel in eine Zeit des wirtschaftlichen Aufschwungs. Es entstanden viele neue Arbeitsplätze, vor allem in der Automobilindustrie. Sein Augenmerk lag auf dem Ausbau des Bildungswesens. Er förderte auch den Ausbau des Straßennetzes und betrieb eine Justizreform. So unterstützte er den Bau neuer Strafanstalten. Außerdem war er zeitweilig Vorsitzender der National Governors Association.

## Weitere Karriere
Nach dem Ende seiner zweiten Amtszeit war Alexander unter anderem von 1988 bis 1991 Präsident der University of Tennessee. Zwischen 1991 und 1993 war er US-Bildungsminister unter Präsident George Bush. Anschließend war er als juristischer Berater tätig. In den Jahren 1996 und 2000 bewarb er sich jeweils erfolglos um die republikanische Nominierung zum Präsidentschaftskandidaten.

## Senator der Vereinigten Staaten
Nach seinem Sieg bei der Wahl 2002 gehört Alexander seit dem 3. Januar 2003 für Tennessee dem Senat der Vereinigten Staaten an. Von Dezember 2007 bis zu seinem Rücktritt im Januar 2012 war Alexander Chairman der Senate Republican Conference und damit die „Nummer 3“ der Republikaner im Senat. Im Dezember 2018 gab Alexander bekannt, dass er bei der Senatswahl 2020 nicht mehr kandidiert, sondern sich nach Ende seines Mandats am 3. Januar 2021 aus der Politik zurückzieht. Von Januar 2015 bis zu seinem Ausscheiden aus dem Senat im Januar 2021 war er der Vorsitzende des United States Senate Committee on Health, Education, Labor, and Pensions.
Als im März 2015 47 der 54 republikanischen US-Senatoren in einem öffentlichen Brief Obamas Verhandlungsführung zur Kontrolle des iranischen Atomprogramms untergruben, gehörte er zu den sieben Abgeordneten seiner Partei, die den Brief nicht unterzeichneten.

## Auszeichnungen
2012 wurde ihm der japanische mehrfarbige Orden der Aufgehenden Sonne am Band verliehen.